# 徐翔 (戏剧家)
徐翔（1957年—），汉族，辽宁沈阳人，中华人民共和国戏剧家。

## 生平
1980年到1984年，就读于上海戏剧学院；1986年至1989年就读于中央戏剧学院，获文学(艺术)硕士学位，毕业后留校任教。后担任中央戏剧学院院长、党委委员。2008年，当选第十一届全国政协委员，代表文化艺术界，分入第二十七组。并担任全国政协教科卫体委员会专委。

## 作品
主要作品有《中国性格》、《列兵们》、《淘金大船》、《大雪地》、《鬼魂奏鸣曲》、《樱桃园》、《六艺城》、《香江泪》、《爱情的传说》等。